# Mikael Assmundsson
Mikael Assmundsson, född 26 mars 1980 i Avesta, är en svensk journalist och programledare.
Assmundsson har tidigare arbetat som journalist på Arbetarbladet och Gefle Dagblad, men är sedan 2012 anställd som reporter på Sveriges television. Sedan 2013 jobbar han i Umeå där han också varit programledare för SVT Nyheter Västerbotten.
2017 rekryterades Assmundsson till en projekttjänst som videospecialist för SVT Nyheter Nord.